# Maurice Camphin
Pour les articles homonymes, voir Camphin.
Maurice Camphin, né le 1er décembre 1911 à Saint Nicolas-lez-Arras et mort fusillé le 14 mai 1943, dans la même ville, à l'âge de 31 ans, est un résistant et homme politique français. C'est l'un des deux frères de René Camphin, leader du PCF après la Seconde Guerre mondiale dans le Pas-de-Calais, qui ont été fusillés par les Allemands.

## Biographie
Fils de deux militants communistes d'Arras, Maurice Camphin grandit dans la cité des Cheminots d’Arras. Il devient cheminot comme son père et un de ses frères et milite aux Jeunesses communistes avec ses deux frères Paul Camphin et René Camphin. Ses parents sont d'actifs militants communistes d'Arras avant-guerre et sa mère sera parmi les premiers résistants. La famille héberge des enfants de familles républicaines espagnoles en 1937-1938, après la défaite des Brigades internationales,. L'un d'eux, Alphonse Pelayo, une des figures de la guerre d’Espagne, est chargé le 4 octobre 1939 d'aller chercher Maurice Thorez avec Mounette Dutilleul et Jeannette Vermeersch pour les évacuer vers Bruxelles. Réfugié à Bruxelles, en Belgique, dans la plaque tournante des liaisons avec le Komintern, Alphonse Pelayo revient avec Maurice Tréand coordinateur du PCF clandestin  le 18 ou le 19 mai 1940 et Jacques Duclos, qui remplace Maurice Thorez à la tête du PCF, car ce dernier vient de se réfugier en URSS. 
L'un de leurs premiers contacts en France est Eugénie Camphin, la mère de Maurice Camphin. Ce dernier les accompagne vers le contact suivant, à Longueau, René Lamps, le futur maire d'Amiens, ne le trouvant ni lui ni son frère après 3 jours de recherche. Tréand et son groupe continuent vers Paris. Le 18 juin, il transmet à un groupe de militants au 12 Avenue de l'Opéra la consigne de l'Internationale de tenter une démarche auprès des Allemands pour la reparution légale de L'Humanité et n'obtient que d'extrême justesse leur accord.
Responsable militaire du secteur FTP d'Arras-Lens, Maurice Camphin supervise deux groupes armés à Lens et Loos-en-Gohelle. C'est lui qui organise l'une des premières attaques, le 18 mai 1942, à la grenade, du cantonnement des Gardes Wallons de Calonne-Liévin et participe, avec Eugène Lespagnol et Léon Doyelle, à l'enlévement de cartes de ravitaillement et de matériel d'impression pour les FTP, dans les mairies de Biache-Saint Vaast et d'Achicourt. S'ensuit une fusillade dans les champs qui entourent Thélus, car il est tombé dans une embuscade tendue par les gendarmes, qui le blessent et le livrent aux Allemands. 
Ces derniers le torturent pendant des mois de détention à la prison d'Arras, le condamnent à mort en mars puis le fusillent le 14 mai 1943 dans les fossés de la Citadelle d'Arras, en même temps que deux jeunes mineurs de fond, Roger Vermersch et Auguste Lancelin, qui faisaient partie de son groupe FTP. 
La personne qui a donné le renseignement permettant de tendre une embuscade contre lui périra dans un attentat commis par les résistants en avril 1944.
Il est l'un des neuf cheminots fusillés dans les fossés de la Citadelle d'Arras, du 21 août 1941 au 21 juillet 1944, parmi un total de 217 victimes des Allemands, au sein desquels un enfant de 16 ans, un vieillard de 70 ans, un professeur, un prêtre, 11 ruraux, 14 employés ou fonctionnaires, 36 ouvriers ou salariés et 130 mineurs.